# El premio
El premio és una pel·lícula coproduïda per Mèxic, França, Polònia i Alemanya de la directora Paula Marcovitch, que va ser estrenada el 2011 a Mèxic, però no fou estrenada a l'Argentina fins 2020.

## Sinopsi
Argentina, anys 70. Una nena de set anys, Cecilia, i la seva mare es veuen obligades a viure lluny del món en una modesta barraca a la vora de l'oceà, a San Clemente del Tuyú, a la província de Buenos Aires.
Tots dos guarden un pesat secret. Però, la jove Cecilia encara no és capaç d’entendre el seu significat profund. Perquè no s'avorreixi durant els llargs mesos d’hivern, la seva mare l'envia a l'escola amb una identitat falsa. Ella li demana, però, que tingui cura, que no parli massa i, sobretot, que menteixi sobre el seu pare ... Ara, un dia, Cecilia i els companys de la seva classe, per ordre dels soldats, han d’escriure un assaig en honor de l'exèrcit ...

## Repartiment
- Paula Galinelli Hertzog : Cecilia Edelstein
- Laura Agorreca: Lucía Edelstein, la mare de Cecilia
- Viviana Suraniti: la directora de l'escola
- Sharon Herrera : Silvia, la millora amiga de Cecilia a l'escola
- Uriel Iasillo : Walter, nen de l'escola

## Premis i nominacions
En la LV edició dels Premis Ariel va guanyar el Premi Ariel a la millor pel·lícula, al millor guió original, a la millor edició i a la millor opera prima, i fou nominat a millor director, millor actor, millor coactuació femenina, fotografia, disseny artístic i vestuari.
Va competir en la secció oficial del 61è Festival Internacional de Cinema de Berlín, on va guanyar l'Os de Plata a la contribució artística i a la fotografia.